# 55 Mallapura
55 Mallapura là một làng thuộc tehsil Sandur, huyện Bellary, bang Karnataka, Ấn Độ.